# Стороженко, Евгений Афанасьевич
Стороженко Евгений Афанасьевич (род. 20 августа 1938, село Моховой Привал, Муромцевский район Омской области, РСФСР, СССР) — советский и российский деятель органов внутренних дел, специалист в сфере борьбы с экономической преступностью. Один из организаторов специализированных подразделений МВД по борьбе с незаконным оборотом наркотиков и преступлениями в сфере экономики в Омской области. Заслуженный сотрудник органов внутренних дел Российской Федерации, Почётный гражданин города Омска (2000).. Профессор кафедры оперативно-розыскной деятельности Омской академии МВД России. .

## Биография
Родился 20 августа 1938 года в селе Моховой Привал Муромцевского района Омской области..
После окончания школы поступил в ПТУ № 22 города Омска. Затем работал слесарем-лекальщиком на оборонном заводе (почтовый ящик № 64).
В декабре 1961 года по рекомендации Октябрьского районного комитета КПСС города Омска принят на службу в органы внутренних дел.
В 1965 году заочно окончил Свердловский юридический институт (ныне Уральский юридический институт МВД России). В период обучения ему было присвоено звание младшего лейтенанта милиции и предложена должность оперативного уполномоченного в одном из районных отделов по борьбе с хищениями социалистической собственности (ОБХСС).
Занимал должности начальника ОБХСС по городу Омску, а затем — начальника областного управления по борьбе с преступлениями в сфере экономики. На протяжении почти двух десятилетий возглавлял оперативную работу в этой сфере.
При активном участии Е. А. Стороженко были созданы городской отдел и областное управление по борьбе с незаконным оборотом наркотиков, специализированный полк дорожно-патрульной службы (ДПС), а также отряд специального назначения «Штурм» для несения службы в горячих точках Российской Федерации.
В 1999 году уволен со службы в органах внутренних дел. После выхода в отставку продолжил трудовую деятельность в Омской академии МВД России, где стал профессором кафедры оперативно-розыскной деятельности. Вел активную педагогическую и научно-исследовательскую работу, занимался подготовкой молодых сотрудников органов внутренних дел.

## Награды
- Орден «За доблестный труд»[1]
- Заслуженный сотрудник органов внутренних дел Российской Федерации
- Медаль «За безупречную службу» I, II, III степеней
- Почётный гражданин города Омска (2000)
- Именем Евгения Афанасьевича названа одна из улиц в Центральном административном округе Омска.[1]

## Семья
Сын — Андрей Стороженко, с 13 июня 2012 года по декабрь 2018 года — министр здравоохранения Омской области...